# 池田真紀 (女優)
池田 真紀（いけだ まき、1981年3月1日 - ）は、東京都出身の元女優、デザイナー。血液型はB型。株式会社Ekimaen代表取締役。
実姉は漫画家の池田ユキオ

## 人物・来歴
- 研音→スマイルカンパニー→保険会社に営業の勉強のため就職。
- 2007年:池田デザイン事務所Ekimaen設立
- 2009年:第一子出産
- 2009年12月:Ekimaenを株式会社化

### 趣味・その他
- 趣味・特技　絵画
- 好きな教科　倫理、国語
- 好きなスポーツ　水泳
- 好きな言葉　成せば成る
- 好きな作家　宮本輝、乃南アサ
- 好きな映画　テルマ&ルイーズ

## 出演作品

### TV
- 1997年
  - 11月　心療内科医・涼子（NTV） 第7話　水を飲み続ける少女
  - 12月　運命の恋人（テレビ朝日）
- 1998年
  - 7月　ひとりぼっちの君に（TBS）橋本千花役
- 1999年
  - 2月　春の特選サスペンス（TBS）第2話 目撃者
  - 7月　コワイ童話（TBS）第2話 みにくいアヒルの子 矢田ユキ役
- 2000年
  - 1月　BRAND（フジテレビ）
  - 7月　花村大介（フジテレビ）坂田美奈役
  - 7月　稲川淳二の怪奇ファイル（NTV）ファイル2 いっちゃだめ
  - 3月　ブラック・ジャック（TBS）カルテII 天才女医のウェディングドレス
- 2001年
  - 1月　花村大介スペシャル（フジテレビ）坂田美奈役
  - 5月　shin-D 獅子女（NTV）第2話
  - 10月　嫉妬の香り（テレビ朝日）森村優香 役
  - 11月　科捜研の女（テレビ朝日）第4話
- 2002年
  - 1月　婚外恋愛（テレビ朝日）若山梢役
  - 4月　春ランマン（フジテレビ）内藤たまき役
  - 10月　ナイトホスピタル（NTV）橋本みやこ役
  - 10月　女と愛とミステリー 金田一耕助ファイル 迷路荘の残劇（テレビ東京）戸田タマ子役
- 2003年
  - 7月　マルサ!!東京国税局査察部（フジテレビ）宝生千寿役
  - 9月　女子刑務所東三号棟5（TBS）永井信子役

### 映画
- 1998年
  - リング　辻瑶子役
- 2000年
  - 守ってあげたい!　桜吹雪鳥子役
- 2001年
  - 化粧師 KEWAISHI　染太役

### CM
- エネルゲンFAST BREAKゼリー（大塚製薬　2002年）